# Mizandammen
Mizandammen (persiska: بند میزان) är ett världsarv, en del av Shushtars historiska hydrauliska system, beläget i Shushtar i Khuzestan i Iran från Sassanid-eran. Det registrerades på UNESCO:s lista över världsarv 2009 och är Irans 10:e kulturarv som registreras på FN:s lista.

## Material
De grundläggande materialen är sten, Saruj-murbruk och sandsten i grunden.